# 格利泽4274
格利泽4274是一顆位於水瓶座附近的紅矮星，距離地球23.5光年。它同時也是一顆耀星。